# Alitalia

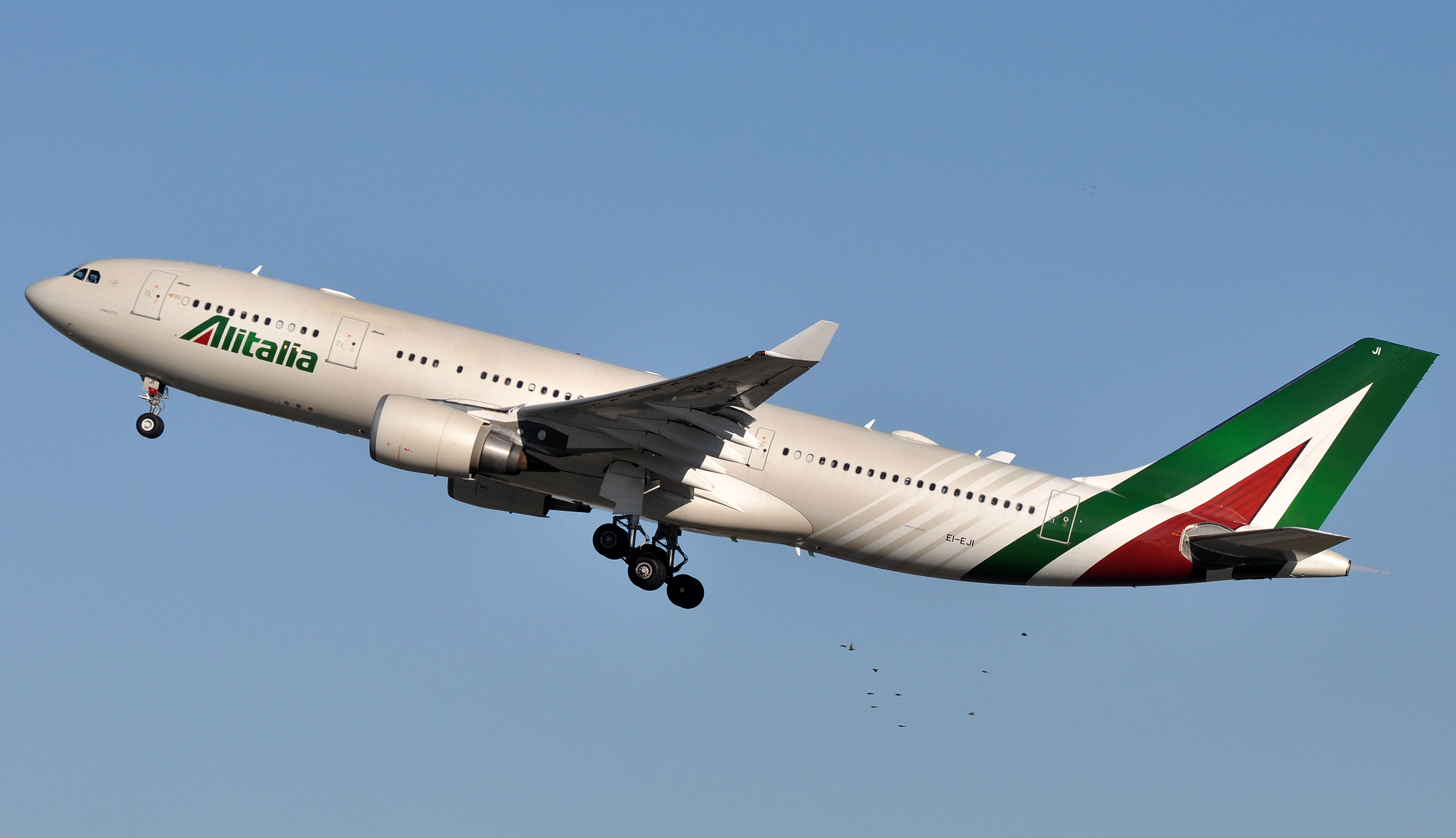
Un Airbus A330-200 al Alitalia

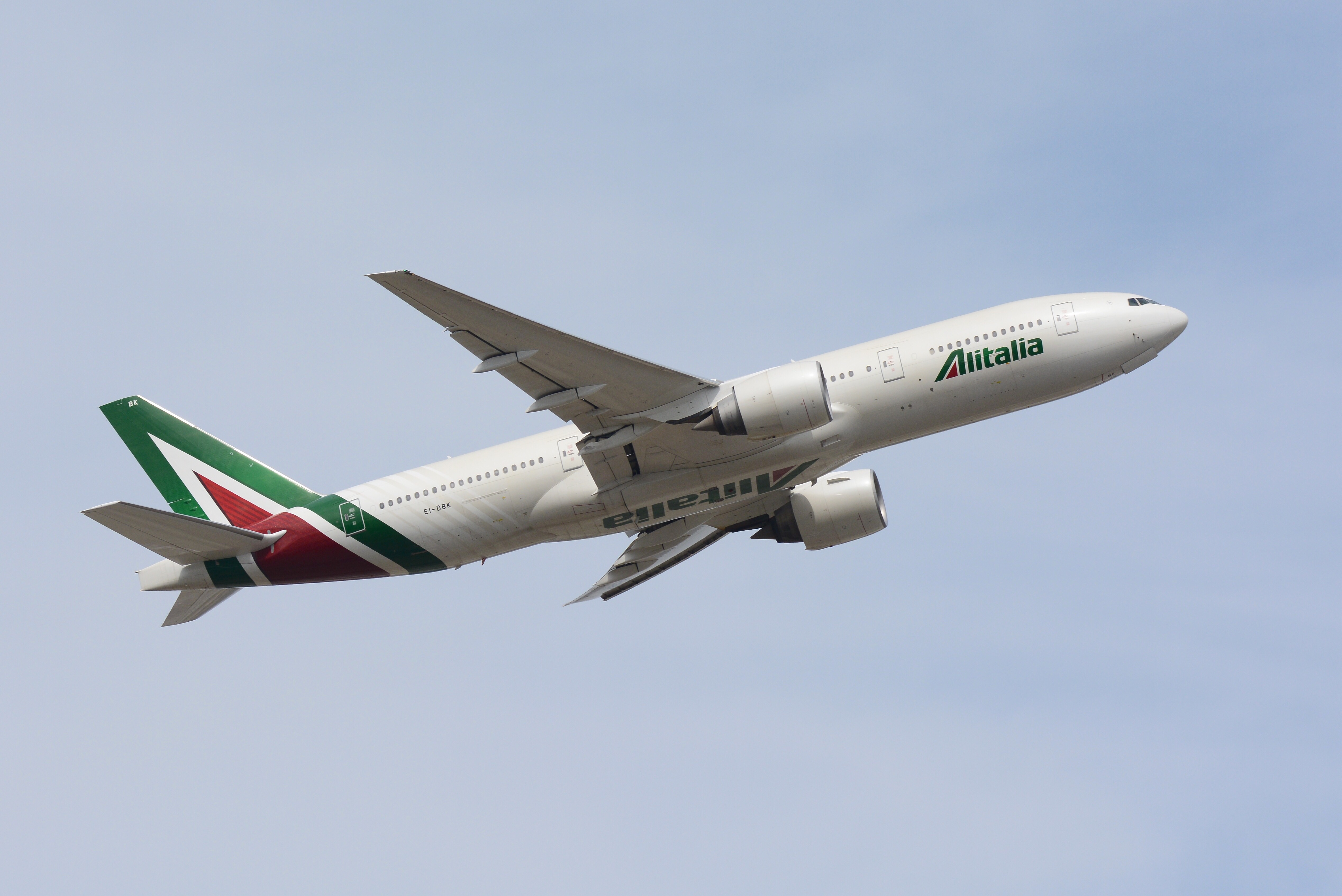
Un Boeing 777-200ER al Alitalia

Alitalia a fost o companie națională de transport aerian din Italia cu o îndelungată tradiție în transportarea pasagerilor pe nenumărate rute din toată lumea, având conexiuni spre majoritatea aeroporturilor din Italia. Hubul companiei este Aeroportul Internațional Leonardo da Vinci. A fost înlocuită de Italia Trasporto Aereo (ITA) în anul 2021.
În momentul de față traversează o criză datorită faptului că nu a fost făcută o privatizare autentică precum alte companii similare din Uniunea Europeană (Swiss Airlines, Lufthansa, SAS).
Recent a fost făcută o ofertă de privatizare pe piața publică, însă ofertele marilor companii se lasă așteptate fiindcă bilanțul companiei este negativ și pierderile sunt de ordinul sutelor de milioane de euro pe an (până acum suportate de guvernul italian, implicit de populația italiană). Din 2001 face parte din Alianța SkyTeam. Din 2004, societatea este divizată pe 2 branșe: AZ FLY, ce cuprinde toate activitățile de zbor și AZ SERVICII ce cuprinde toate activitățile de la sol. Mulțumită centrelor sale, Alitalia atinge 51 de țări cu 110 destinații, având o flotă de 186 de avioane. În 2006 au zburat cu Alitalia mai mult de 24 milioane persoane, cu o creștere de 7,9%, datoriile scăzând cu 51%, la circa 830 milioane, cu pierdere de exercițiu de 160 milioane euro.
În prezent, Grupul Alitalia, în faza de restructurare, este compus din Alitalia Servicii (Alitalia Maintaince Systems S.p.A, Alitalia Airport S.p.A., Alitech S.p.A, Ales S.p.A), Alitalia Express-Grupo Volare (ce cuprinde Volare Airlines și Air Europe). Are și o diviziune de transport mărfuri și logistică, Alitalia Cargo, care dispune de 5 aeronave McDonnell Douglas MD-11 Freighter. Este cotată la bursa din Milano. Cod IATA: AZ; Cod ICAO: AZA.

### Istoric
Activitatea Alitalia începe pe 5 mai 1947, cu zborul inaugural făcut cu un Fiat G.12 Alcione, pilotat de Virginio Reinero pe ruta Torino-Roma-Catania. Primul zbor internațional are loc anul următor, făcând legătura între Roma și Oslo, în timp ce primul zbor intercontinental cu mai multe escale lega Italia de Buenos Aires, în 35 ore de zbor, de la Milano, în direcția Roma, Dakar, Natal, Rio de Janeiro și San Paolo. Încă din primii ani, Alitalia reușește să se impună pe piața italiană, în 1950, urcând la bordul avioanelor Douglas DC-4 primele hostess purtând creații ale surorilor Fontana. În același an, a fost inaugurat serviciul de mese calde la bord. Succesul companiei este confirmat în anii '60, când Alitalia devine vector principal al Olimpiadei de la Roma din 1960. Creșterea companiei continuă și anii '70, cu primele legături înspre America de Nord și Japonia, ce duc la ocuparea locului 7 în clasamentul traficulului internațional. În anii '90, Alitalia transporta aproape 28 milioane pasageri anual, dar tensiunile sindicale și planurile excesive de investiții conduc la rezultate de bilanț destul de dezamăgitoare. În 1996 administratorul delegat Domenico Cempella duce mai departe un plan industrial ambițios, având ca bază alianța cu compania din Țările de Jos, KLM, și deschiderea noului terminal la Malpensa. Din acordul cu KLM se nasc 2 “joint venture” pentru aria pasageri și îmbarcare, care, în planurile managerilor, trebuiau să fuzioneze. În anul 2000 compania din Țările de Jos rupe unilateral alianța. Acțiunea legală înaintată de Cempella, se termină 2 ani mai târziu, când arbitrajul internațional condamna KLM la plata unei penalități de 250 milioane euro. Anul 2001 a fost un an negru pentru Aviația Civilă Mondială, iar Alitalia plătește mai mult decât concurența, fluctuația cererii, datorită crizei structurale precedente, în particular pentru concurența făcută de zborurile low-cost. În acelasi an, Alitalia stipulează o alianță cu Air France și încheie, făcând parte din Sky Team, una din principalele alianțe aeriene, din care mai fac parte în afară de Air France-KLM, Delta Air Lines, Continental Airlines, Korean Air, Northwest Airlines, CSA Czech Airlines, Aeroflot și Aeromexico. Acordul cu compania franceză prevedea și un schimb acționar de 2%, în virtutea căruia cei 2 capitani Francesco Mengozzi și Jean-Cyril Spineta ajung să facă parte din consilii reciproce de administrație, 2002 fiind și anul în care intră în flotă Boeing 777-200ER, substituind vechiul Boeing 747 (Jumbo). În decembrie 2005, Alitalia înființează Gruppo Volare ce controlează compania aeriană low-cost, Volareweb și compania charter Air Europe în administrație controlată. În continuare, TAR blochează achiziția, dar în luna iulie a aceluiași an, Antitrust îngăduie o părere favorabilă cu condiția ca Aliatlia să renunțe la o serie de sloturi pe aeroporturile Milano Linate și Paris Charles de Gaule.
Începând cu septembrie 2004 compania aeriană are dificultăți majore în derularea activităților financiare. Atunci managementul companiei a afirmat că nu dispun de lichidități destule pentru salariile angajaților până la finele lunii respective. Au anunțat concedierea a 5000 de angajați și posibilitatea de a subdivide compania în două unități: una de companie aeriană și una de servicii la sol (ground service subdivision). S-au purtat discuții cu uniuni privind posibilitățile de reducere a cheltuielilor pentru a salva compania de un eventual faliment sau chiar de lichidare. Pierderile nete au ajuns la 626 milioane euro (917,34 milioane dolari SUA) în 2006, de la 168 milioane euro (246,19 milioane dolari SUA) în anul precedent. Pe data de 19 noiembrie 2007 compania rusă Aeroflot s-a retras din competiție, motivând decizia că termenii contractului erau prea stridenți. În noiembrie 2005 Alitalia avea 20.653 de angajați și a ajuns la numărul de 18.182 în martie 2007. În concluzie, putem afirma faptul că Alitalia ca și companie națională nu are un viitor promițător.
Falimentul
Alitalia și-a încheiat existența pe 14 octombrie 2021, asta după ce compania aeriană a falimentat. Locul său a fost luat de o nouă companie aeriană națională numită ITA (Italia Trasporto Aereo), succesor susținut de statul italian.